# Azerbaiyán en la Primera Guerra Mundial
Azerbaiyán en la Primera Guerra Mundial es la participación de Azerbaiyán como región histórica dentro del Imperio ruso, la República rusa, la República Federal Democrática de Transcaucasia y la República Soviética Federal Socialista de Rusia, así como un estado independiente (República Democrática de Azerbaiyán) en la Primera Guerra Mundial.

## Como parte del Imperio ruso
El manifiesto sobre la declaración de guerra por parte de Rusia fue recibido por Bakú el 21 de julio (3 de agosto) de 1914. En Bakú se declaró el estado de ley marcial.
El territorio de Azerbaiyán actual era una región rica, con recursos estratégicos y una posición estratégica importante. En el este, Bakú es la región del litoral, donde se encuentra el gran puerto marítimo comercial internacional Bakú. La región, que desempeña el papel de puente entre Europa y Asia, estaba ubicada en la intersección de importantes rutas comerciales. Bakú también tenía una importancia dominante en el campo de la energía para Transcaucasia. Por ejemplo, la principal fuente de energía del Imperio ruso era el petróleo de Bakú.
Por eso, uno de los objetivos de algunos participantes de la Primera Guerra Mundial, incluido el Imperio alemán, fue obtener el control sobre la región de petróleo y gas de Bakú.

## Como estado independiente

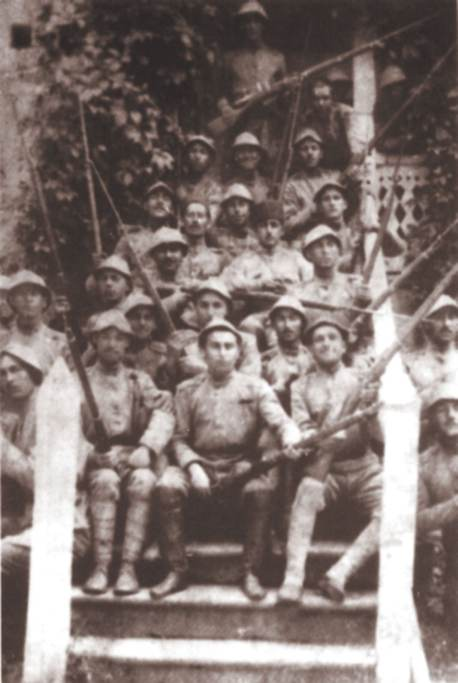
Soldados del ejército de la ADR en Bakú. 1919

Tras la caída del Imperio ruso durante la guerra, Azerbaiyán pasó a conformar la República Democrática Federal de Transcaucasia, de corta vida. Cuando la república fue disuelta en mayo de 1918, Azerbaiyán declaró su independencia como la República Democrática de Azerbaiyán (RDA).
Las fuerzas armadas de la ADR estaban integradas a finales de mayo de 1918 por los Regimientos de Caballería Tártaro y Sekí incompletos, dos compañías de tiradores (600 fusiles) formadas parcialmente con ex prisioneros de guerra turcos, y 250 oficiales destinados a comandar las futuras formaciones azeríes. 

### Batalla de Bakú
El 16 de junio el gobierno de la ADR se trasladó de Tiflis a Ganyá y tres días más tarde declaró el estado de guerra en todo el territorio de Azerbaiyán. El Consejo Nacional de Azerbaiyán pidió apoyo militar a Turquía que movilizó para ese fin al Ejército Islámico del Cáucaso comandado por Nuri Paşa e integrado por las recién llegadas divisiones turcas 5.ª del Cáucaso y 15.ª de Çanakkale, así como el Cuerpo Musulmán constituido por el gobierno de la ADR.
La batalla de Bakú fue una confrontación militar entre el Ejército Islámico del Cáucaso comandado por el general turco Nuri Pasha y la formación armada de la República, por un lado, y las formaciones armadas Comuna de Bakú y, más tarde, Dictadura del Caspio Central y el cuerpo expedicionario británico que respaldó a esta última comandado por el general Lionel Dunsterville, por el otro, por el control de la ciudad de Bakú en el año 1918. Como resultado de la confrontación, las tropas británicas y la Dictadura del Caspio Central fueron obligadas a retirarse de Bakú, que se convirtió en la capital de la República Democrática de Azerbaiyán.